# 行成とあ
行成 とあ（ゆきなり とあ、5月11日 - ）は、日本の女性声優。長崎県出身。アーツビジョン所属。

## 略歴
声優になろうと思ったきっかけは、雑誌に日本ナレーション演技研究所の宣伝が載っていて、「たぶん、私はここへ入るんだろうなー」と漠然と思ったことだと言う。しかし、すぐには入所せず、介護関係の短大に入り、卒業後に週3回クラスで入所した。

## 人物
趣味は食品サンプル集めで、かっぱ橋道具街にも足を運ぶ。
スイカ味は好きだが本物のスイカは苦手。メロンも苦手だが、メロン味は好き。

## 出演
太字はメインキャラクター。

### テレビアニメ
2010年
- あそびにいくヨ!（チーフフライトアテンダント、メイド兵）
- カルルとふしぎな塔（花屋さん）
- NARUTO -ナルト- 疾風伝（2010年 - 2016年、長門の母、木ノ葉隠れの里の忍、アカネ〈2代目〉、香燐〈2代目〉）

2011年
- いつか天魔の黒ウサギ（ナビゲーター）
- うさぎドロップ（保育士A）
- STEINS;GATE（母親）
- ドラゴンクライシス!
- 日常（女子高生、おばあさん）

2012年
- 宇宙兄弟（2012年 - 2013年、青竹フミ、リンダ・クリフ、ティム、管制官、アラン）
- クイーンズブレイド リベリオン（筋肉闘士、女店主）
- 中二病でも恋がしたい!（生徒）

2013年
- 新世界より（関）
- ローゼンメイデン（座長）

2014年
- 悪魔のリドル（東空身）
- ログ・ホライズン2（ミズファ＝トゥルーデ）

2016年
- 機動戦士ガンダムUC RE:0096（黒服）
- コンクリート・レボルティオ〜超人幻想〜THE LAST SONG（デビラ）
- 坂本ですが?（女教師、保健の先生）
- ベルセルク（2016年 - 2022年、キャスカ、幼魔） - 3シリーズ

2017年
- ドラえもん（テレビ朝日版第2期）（アリ(1)、ネコ）
- 将国のアルタイル（エレノア）
- クレヨンしんちゃん（嫁鬼）
- バチカン奇跡調査官（テレーゼ・ゼッティ）
- BORUTO-ボルト- -NARUTO NEXT GENERATIONS-（香燐）

2018年
- グランクレスト戦記（エドキア・カラーハ）
- オーバーロード シリーズ（2018年 - 2022年、ヒルマ・シュグネウス） - 2シリーズ
- ルパン三世 PART5（未亡人）
- ぐらんぶる（2018年 - 2025年、浜岡梓） - 2シリーズ
- はたらく細胞（2018年 - 2021年、NK細胞） - 2シリーズ
- ジョジョの奇妙な冒険 黄金の風（女刑務官）

2019年
- 魔法少女特殊戦あすか（ジュリア）
- からくりサーカス（10歳の正二）
- ロード・エルメロイII世の事件簿 -魔眼蒐集列車 Grace note-（レアンドラ）

2020年
- ランウェイで笑って（矢上）
- 半妖の夜叉姫（2020年 - 2021年、窮奇）
- くまクマ熊ベアー（ユウラ）

2021年
- 出会って5秒でバトル（香椎鈴）

2022年
- BIRDIE WING -Golf Girls' Story-（2022年 - 2023年、ローズ・アレオン） - 2シリーズ
- 名探偵コナン（緑山咲）
- かぐや様は告らせたい-ウルトラロマンティック-（早坂奈央）
- デリシャスパーティ♡プリキュア（2022年 - 2023年、芙羽はつこ）

2023年
- 冰剣の魔術師が世界を統べる（フロール＝コーレイン）

2024年
- ONE PIECE（ドール）
- わんだふるぷりきゅあ!（犬束）
- 狼と香辛料 MERCHANT MEETS THE WISE WOLF（イーマ・ラエル）

2025年
- グリザイア:ファントムトリガー（仙石一縷）
- チ。-地球の運動について-（ヨレンタ）

### 劇場アニメ
- 劇場版 NARUTO -ナルト- 炎の中忍試験! ナルトVS木ノ葉丸!!（2011年、斜路エリマキ）
- ベルセルク 黄金時代篇I - III（2012年 - 2013年、キャスカ[23][24]） - 3部作
- 宇宙兄弟#0（2014年、リンダ・クリフ）
- クレヨンしんちゃん 襲来!!宇宙人シリリ（2017年、おばさん）
- グリザイア:ファントムトリガー THE ANIMATION（2019年 - 2020年、仙石一縷[25]） - 2シリーズ
- PSYCHO-PASS サイコパス Sinners of the System Case.3 恩讐の彼方に＿＿（2019年、山岳猟兵ボス）
- 映画 さよなら私のクラマー ファーストタッチ（2021年、男子2）
- 竜とそばかすの姫（2021年）
- アリスとテレスのまぼろし工場（2023年、菊入美里）

### OVA
- 機動戦士ガンダムUC（2012年、黒服）

### Webアニメ
- 機動戦士ガンダム サンダーボルト（2015年、クローディア・ペール[26]）
- 機動戦士ガンダム40周年記念 ガンダム×KEN OKUYAMA DESIGN×LDH JAPAN“G40プロジェクト”スペシャルムービー（2020年、カマリア・レイ）
- TIGER & BUNNY 2（2022年、パメラ・ドーソン）
- LUPIN ZERO（2022年 - 2023年、しのぶ[27]）

### ゲーム
2007年
- Panic Palette（神領さやか）

2009年
- アンティフォナの聖歌姫 〜天使の楽譜 Op.A〜

2012年
- アサシン クリード III レディ リバティ（エリーズ・ラフレール）
- 機動戦士ガンダム オンライン（女性パイロット1）
- BLAZBLUE CHRONOPHANTASMA（バレット）
- レイトン教授VS逆転裁判（ジョドーラ）
- わグルま!（ラミアー）

2013年
- 百年戦記 ユーロ・ヒストリア
- The Last of Us

2014年
- ガンダムブレイカー2（フェズ）
- コアマスターズ（リオレット）
- 相州戦神館學園 八命陣 天之刻（真奈瀬晶）
- ブキガミ（ユリカ、コハチ）
- PSYCHOBREAK（ラウラ・ヴィクトリアーノ）

2015年
- Hearthstone: ハースストーン（ブラックウィングの技術者、堕ちた英雄 他）
- The Order:1886
- Bloodborne the Old Hunters（アリアンナ）
- スター・ウォーズ バトルフロント

2016年
- クイズRPG 魔法使いと黒猫のウィズ（ガンダウナー＝ルリアゲハ、シチュージン）
- グランブルーファンタジー（2016年 - 2024年、フロレンス、カルメン、エイレア、エッリル）
- THE KING OF FIGHTERS XIV（ラブ・ハート）
- 白猫プロジェクト（レーラ）
- スカルガールズ 2ndアンコール（セレベラ）
- 戦魂-SENTAMA-（螢）
- ベルセルク無双（キャスカ、幼魔）
- 勇者死す。（ナオミ）
- League_of_Legends（ニダリー、シヴァーナ、クイン）
- タイタンフォール2（アッシュ）

2017年
- 新星抜擢ドライブガールズ（教官）
- グリザイア：ファントムトリガー（仙石一縷）
- ファイアーエムブレム ヒーローズ（2017年 - 2023年、ウェンディ、セシリア、ルセア）
- 陰陽師（姑獲鳥）
- デスティニーチャイルド（マフデト）

2018年
- SNKヒロインズ 〜Tag Team Frenzy〜（ラブ・ハート）
- LOST TRIGGER（レイヴン、シャオ）
- 逆転オセロニア（タブラウル）

2019年
- デビルメイクライ5（マルファス）
- EVE rebirth terror（桂木弥生）
- ドラゴンクエストXI 過ぎ去りし時を求めて S（ヤヤク、ぱふぱふ娘〈エドゥリス〉）

2020年
- 東方キャノンボール（八坂神奈子）
- ファイナルファンタジーVII リメイク（フォリア先生）
- サイバーパンク2077（パナム・パーマー）
- The Last of Us Part II（瘢痕女性）
- ドラゴンクエスト ライバルズ（妖魔ジュリアンテ）

2021年
- BLAZBLUE ALTERNATIVE DARKWAR（バレット）
- モンスターハンターライズ
- クッキーラン: キングダム（ホーリーベリークッキー）
- 閃乱忍忍忍者大戦ネプテューヌ -少女達の響艶-（鴉のゴウ）
- セブンナイツ2（キャスパー）
- 真・女神転生V
- Apex Legends（アッシュ）
- WAR OF THE VISIONS ファイナルファンタジー ブレイブエクスヴィアス 幻影戦争（セティア）

2022年
- ブラウンダスト（クレイ）
- EVE ghost enemies（桂木弥生）
- ドラゴンクエストX 目覚めし五つの種族 オフライン（ジュリアンテ）
- タクティクスオウガ リボーン
- マリオ+ラビッツ ギャラクシーバトル（エッジ）
- Ghostwire: Tokyo（凛子）

2023年
- Hi-Fi RUSH（ペパーミント）
- タワーオブスカイ（リプルージュ）
- ガーディアンテイルズ（バレンシア）

2024年
- ファイナルファンタジーVII リバース
- Rise of the Ronin（楠本イネ）
- Stellar Blade（レイヴン）
- ライフ イズ ストレンジ ダブルエクスポージャー（サフィ・ファヤード）
- 地球防衛軍6（マリス）

2025年
- SDガンダム GGENERATION ETERNAL（クローディア・ペール）

### ドラマCD
- サイレントウィッチーズ スオムスいらん子中隊ReBOOT!（2018年 - 継続中、エリザベス・F・ビューリング）- 小説第1巻 - 継続中ドラマCD付き特装版
- Vivy -Fluorite Eye’s Song-（和泉トウリ） - Blu-ray＆DVD Vol.3特典CD オーディオドラマ「Live It Up」

### オーディオドラマ
- 花の慶次（2014年、前田慶次〈幼少〉）
- 勇者様のお師匠様（2015年、ハンナ[59]）※小説第3巻サウンドドラマDL特典

### 吹き替え

#### 担当女優
エリザベス・オルセン
- アイ・ソー・ザ・ライト（オードリー・ウィリアムズ）
- ウインド・リバー（ジェーン・バナー）
- マーベル・シネマティック・ユニバース（ワンダ・マキシモフ / スカーレット・ウィッチ）
  - アベンジャーズ/エイジ・オブ・ウルトロン
  - シビル・ウォー/キャプテン・アメリカ
  - アベンジャーズ/インフィニティ・ウォー
  - アベンジャーズ/エンドゲーム
  - ワンダヴィジョン
  - ドクター・ストレンジ/マルチバース・オブ・マッドネス

#### 映画
- アイアンマン3（女エクストリミス1）
- アルビン3 シマリスたちの大冒険
- アンドロン（エラノア〈ミシェル・ライアン〉）
- ウィー・ハブ・ア・ゴースト 〜屋根裏のアーネスト〜（メラニー・プレスリー〈エリカ・アッシュ〉）
- ヴォルーズ（アレックス〈アデル・エグザルコプロス〉）
- エクストレモ（マリア〈アンドレア・ドゥーロ〉）
- X-MENシリーズ
  - X-MEN:ファースト・ジェネレーション（チャールズの母）
  - デッドプール（エンジェルダスト〈ジーナ・カラーノ〉[65]）
- エニシング・イズ・ポッシブル（セレーネ〈レネイ・エリス・ゴールズベリー〉）
- エンジェル ウォーズ（暴れる患者1）
- カウボーイ & エイリアン
- 完全なる報復
- 河畔の家（ヴィヴィアン〈ローレン・リチャーズ〉）
- キャプテン・アメリカ/ザ・ファースト・アベンジャー（ロレイン二等兵〈ナタリー・ドーマー〉）
- キング・アーサー（メイジ〈アストリッド・ベルジュ＝フリスベ〉）
- グッド・オン・ペーパー（アンドレア〈イライザ・シュレシンガー〉）
- グレッグのおきて
- グリーン・ランタン
- ケイト
- サイレント・アイランド 閉じ込められた秘密（エイリン〈アンドレア・ライズボロー〉）
- サバイバル・ドライブ（マロリー・ラトリッジ〈ジュリアン・ハフ〉）
- サラウンデッド（モー・ワシントン〈レティーシャ・ライト〉）
- 猿の惑星: 創世記（トッド・ハンシカー）
- G.I.ジョー バック2リベンジ（ジンクス〈エロディ・ユン〉）
- 60ミニッツ（コジマ〈マリー・ムルーム〉）
- 12人のパパ（ゾーイ〈ガブリエル・ユニオン〉）
- ジョン・カーター（女船員1）
- ジングル・オール・ザ・ウェイ2
- スーパーマン（エンジニア〈マリア・ガブリエラ・デ・ファリア〉[66]）
- スターゲイト アトランティス
- スター・トレック イントゥ・ダークネス（キャロル・マーカス〈アリス・イヴ〉）
- スピーク（ペイジ〈クリスティーナ・アナパウ〉）
- スペンサー・コンフィデンシャル（シシー・デイヴィス〈イライザ・シュレシンガー〉）
- 世界侵略: ロサンゼルス決戦
- セックス・アンド・ザ・シティ2
- 戦場からのラブレター（ヴェラ・ブリテン〈アリシア・ヴィキャンデル〉）
- TIME/タイム（カーラ）
- タリーと私の秘密の時間（タリー〈マッケンジー・デイヴィス〉）
- ダンス・レボリューション ザ・ニュースタイル（イシャーニ〈シーボ・ムランボ〉）
- チョイス!（ジェド）
- DCエクステンデッド・ユニバース（メナリッペ〈リーサ・ローヴェン・コングスリ〉）
  - ワンダーウーマン[67]
  - ジャスティス・リーグ[68]
  - ジャスティス・リーグ:ザック・スナイダーカット[69]
- デイブレイカー
- TENET テネット（ホイーラー〈フィオナ・ドゥーリフ〉[70]）
- トータル・リコール
- トールガール2（ステラ〈ジョハンナ・リアウ〉）
- ドラゴン・タトゥーの女（リヴ）
- トランスフォーマー/ダークサイド・ムーン（ホワイトハウス職員）
- ナイスガールズ in ニース（レオ〈アリス・タグリオーニ〉[71]）
- 7500（ギョクチェ〈アイリン・テツェル〉）
- ナニー（アイシャ〈アナ・ディオプ〉）
- ノーウェアボーイ ひとりぼっちのあいつ
- 呪われた老人の館
- ハウス・オブ・グッチ（パオラ・フランキ〈カミーユ・コッタン〉[72]）
- パッセンジャー（インストラクター、友人〈オーロラ・ペリノー〉[73]）
- ハッピー・デス・デイ（テレサ・ゲルブマン〈ジェシカ・ローテ〉）
  - ハッピー・デス・デイ 2U
- バレー・オブ・バイオレンス（エレン〈カレン・ギラン〉）
- 美人ライターレーンの恋愛記事（ジョアン）
- ファイナル・デッドサーキット 3D
- フォールガイ（ベンティ・クシュナー〈ザラ・マイケルズ〉[74]）
- プラウド・メアリー（メアリー〈タラジ・P・ヘンソン〉）
- ブラザーズ&シスターズ
- ブラック・スワン
- ブルース・ブラザース（謎の女〈キャリー・フィッシャー〉）※BD版
- ブレードランナー 2049（マリエット〈マッケンジー・デイヴィス〉[75]）
- ホワイトハウス・ダウン（アリソン・ソイヤー〈ガーセル・ボヴェイ〉[76]）
- ブルー・バイユー（キャシー・ルブラン〈アリシア・ヴィキャンデル〉）
- マーリー2 世界一おバカな犬のはじまりの物語
- マチルダ・ザ・ミュージカル（軽業師〈ローレン・アレクサンドラ〉）
- マネーボール
- ミスター・アーサー（ティファニー〈クリスティーナ・カルフ〉）
- Mr.ズーキーパーの婚活動物園（ステファニー〈レスリー・ビブ〉、ジャネット〈シェール〉）
- ミッション:インポッシブル/ゴースト・プロトコル（サビーヌ・モロー〈レア・セドゥ〉）
- メカニック（サラ）
- ユアプレイス、マイプレイス（ミンカ〈ゾーイ・チャオ〉）
- LIFE!（シェリルの同僚〈グレイス・レックス〉）※劇場公開版
- リロ&スティッチ[77]
- REC:レック/ザ・クアランティン2 ターミナルの悲劇（ジェニー）
- ローマ発、しあわせ行き（ジュリア・カルニ〈パス・ベガ〉）
- 別れる決心（アン・ジョンアン〈イ・ジョンヒョン〉[78]）
- わんわん物語（レディ）

#### ドラマ
- I AM 私の分岐点 シーズン2 #2（タラ〈ソフィア・ブラウン〉[79]）
- iCarly（ピーナツバター・キッド）
- イニョン王妃の男（チャン・ヒビン）
- ウエストワールド シーズン4（アナ〈アリアナ・デボーズ〉）
- FBI: 特別捜査班
- エレメンタリー ホームズ&ワトソン in NY
- 救命医ハンク セレブ診療ファイル（子供のハンク）
- グッド・ワイフ
- クリミナル・マインド6 FBI行動分析課
- グレイス・アナトミー6（リード・アダムソン）
- コバート・アフェア CIA諜報員アニー
- THE TUDORS〜背徳の王冠〜（メアリー・ブーリン、マーガレット）
- ザ・ホーンティング・オブ・ヒルハウス（シャーリー・クレイン〈エリザベス・リーサー〉）
- CSI:10 科学捜査班
- CSI:ニューヨーク6、7
- CSI:マイアミ9
- 主任警部アラン・バンクス2（ジャネット・ルーカス）
- 新ビバリーヒルズ青春白書（ライラ）
- SUITS/スーツ（ドナ・ポールセン〈サラ・ラファティ〉）
- Supacell/スーパセル（ディオンヌ〈アデラヨ・アデダヨ〉）
- ダークエイジ・ロマン 大聖堂
- ダウントン・アビー（エセル・パークス〈エイミー・ナトール〉）シーズン2、3
- DALLAS/スキャンダラス・シティ（エレーナ・ラモス〈ジョーダナ・ブリュースター〉）
- ディフェンダーズ 闘う弁護士
- デカメロン（ミージア〈シアーシャ＝M・ジャクソン〉）
- デスパレートな妻たち7、8
- ドールハウス
- トゥルーブラッド（パム）
- ナルコス（エリサ〈アナ・デ・ラ・レゲラ〉）
- ハリーズ・ロー 裏通り法律事務所
  - 続ハリーズ・ロー 裏通り法律事務所（キャシー・レイノルズ）
- HAWAII FIVE-0（タニ・レイ〈メーガン・ラス〉）
- ヒーロー（チェ・ホギョン）
- FARGO/ファーゴ3（ニッキ・スワンゴ〈メアリー・エリザベス・ウィンステッド〉）
- FIRES〜オーストラリアの黒い夏〜 #2（ブルック〈テイラー・ファーガソン〉[80]）
- フォーティチュード/極寒の殺人鬼（エレーナ・レデスマ〈ベロニカ・エチェーギ〉[81]）
- フォーリング スカイズ（マギー〈サラ・カーター〉）
- THE FLASH/フラッシュ（ケイトリン・スノー〈ダニエル・パナベイカー〉）※シーズン3から
- プリティ・リトル・ライアーズ（スペンサー・ヘイスティングス〈トローヤン・ベリサリオ〉）
- ブレイキング・バッド（マリー・シュレイダー〈ベッツィ・ブラント〉）
- ヘチ 王座への道（チョホン〈パク・ジヨン〉[82]）
- ボードウォーク・エンパイア 欲望の街（ルーシー・ダンジガー〈パス・デ・ラ・ウエルタ〉）
- MAD MEN（メーガン・カルヴェ）
- ミディアム5 霊能者アリソン・デュボア
- ミディアム7 最終章（リディア）
- メディア王 〜華麗なる一族〜（シヴォーン・ロイ〈サラ・スヌーク〉）
- ユーリカ シーズン3（マーサ）
- 誘拐交渉人 裏切りの陰謀（リーラ・ニシャード）
- ライ・トゥ・ミー 嘘は真実を語る（ロビン）シーズン2
- リーサル・ウェポン（モーリーン・ケイヒル〈ジョーダナ・ブリュースター〉）
- 恋愛マニュアル〜まだ結婚したい女（キム・ブギ）
- ロマノフ家の末裔 〜それぞれの人生〜（エレーナ〈アネット・マヘンドル〉）第7話「執着点」

#### アニメ
- スター・ウォーズ/クローン・ウォーズ（2009年、チェ・アマンウェ、BO-N1、K2-84）
- ランゴ（2013年、デリラ）
- ザ・カップヘッド・ショウ!（2022年、舞台女優サリー）
- ターミネーター0（2024年、エイコ[83]）

### ラジオ
※はインターネット配信。
- ベルセルクアワー「狭間のラジオ」（2016年 - 2017年、dアニメストア※）

### PV
- みらい文庫ちゃんねる
  - 【熱血】熱血サッカー小説をアニメ風にご紹介！（2018年、神谷一斗）
  - 【必聴】大人気のFC6年1組上手すぎる朗読！（2018年、神谷一斗）
  - 【必見】熱血サッカー小説の仲間たちを紹介！（2018年、神谷一斗）

### 朗読劇
- BRILLIANT HOTELS Luxurious reading theater（2024年、エメリン[84]）
- あるひ森のなか短編にであった（2024年[85]）

### その他コンテンツ
- A.I.VOICE Junior 夜語トバリ
- NEUTRINO 夜語トバリ
- invert 城塚翡翠倒叙集（2022年、末崎絵里[86]） - オーディオブック

### シリーズ一覧
1. ↑  第1クール（2016年）、第2クール（2017年）、黄金時代編ME（2022年）
2. ↑  第2期『II』（2018年）、第4期『IV』（2022年）
3. ↑  Season 1（2018年）、Season 2（2025年）
4. ↑  第1期（2018年）、第2期『はたらく細胞!!』（2021年）
5. ↑  Season 1（2022年）、Season 2（2023年）